# Rohy (tvrz)
Rohy jsou zaniklá tvrz severně od Skřinářova v okrese Žďár nad Sázavou v Kraji Vysočina. Tvrz byla osídlena ve druhé polovině čtrnáctého století a zanikla nejpozději v době husitských válek. Dochovalo se po ní čtverhranné tvrziště.

## Historie
Na centrálním pahorku tvrziště se nedochovala kulturní vrstva s artefakty, které by umožnily datovat dobu vzniku nebo zániku sídla. Z historických pramenů se k tvrzi vztahuje nejspíše zmínka z roku 1366, kdy bratři Bohuněk z Rohů a Ješek Rohovec koupili lán ve Vilémovicích. Druhá zmínka o nich pochází z roku 1379, kdy Bohunkovou manželkou byla jakási Eliška. Poslední zmínka z roku 1406 uvádí Ješka z Rohova a jeho manželku Ofku. Tvrz mohla zaniknout už v poslední třetině čtrnáctého století, nejpozději však v době husitských válek. U tvrze stávala také vesnice, ale stopy po ní nejsou v terénu patrné.

## Popis
Tvrziště typu motte se nachází asi sedmdesát metrů východně od silnice ze Skřinářova do Heřmanova. Tvoří je obdélný centrální pahorek s rozměry 11,5 × 11,5 metru obklopený příkopem a vnějším valem. Val je 0,8 metru vysoký, ale na západní straně chybí. Pravděpodobně byl zarovnán spolu s přilehlým příkopem velkými lámanými kameny, ale je možné, že zde nikdy neexistoval. Příkopy na ostatních stranách jsou široké devět až deset metrů. Bývají zatopeny 30–55 centimetry vody a přebytečná voda odtéká strouhou do potoka Halda. Centrální pahorek vznikl umělým navršením materiálu vykopaného při hloubení příkopu. Jeho výška dosahuje 2,8–3,5 metru. Povrch je narušen výkopy a jednou sondou s rozměry 3 × 2 metry a jeden metr hlubokou. Sonda se vlivem eroze rozrůstá.